# Frans Brunius
Frans Ferdinand Brunius, född den 3 april 1866 i Tryserums församling, Kalmar län, död den 9 februari 1953 i Uppsala, var en svensk präst. Han var far till Edvard och Frithiof Brunius.
Brunius avlade teoretisk teologisk examen vid Uppsala universitet 1896, praktisk teologisk examen 1897 och folkskollärarexamen samma år. Han blev pastorsadjunkt i Vika församling i Västerås stift 1897, i Östra Tollstads och Sya församlingar i Linköpings stift 1900, vice pastor i Hjorteds församling 1901, kontraktsadjunkt i Västerbottens tredje kontrakt 1901, föreståndare för statens lapska seminarium i Murjek 1903, lärare vid Johannelunds missionsinstitut 1909, föreståndare där 1910 och vikarierande sjömanspastor i Lübeck 1913. Brunius var kyrkoherde i Östra Tollstads och Sya församlingar 1915–1939 och kontraktsprost i Vifolka och Valkebo 1931–1939. Han blev ledamot av Vasaorden 1939.
Brunius var son till grenadjären J. M. Brunn och Charlotta Johansdotter. Han gifte sig 1903 med Cordelia Alm (född 1878). Hon var dotter till lanträntmästaren Frithiof Alm och Anna von Wedderkop, dotterdotter till Cordelia von Wedderkop.